# Freiwald (Böhmische Masse)
Der Freiwald ist ein Waldgebiet an der Grenze vom Mühlviertel in das Waldviertel in Österreich.

## Lage
Der Freiwald ist ein Teil des Gratzener Berglandes, dessen in Südböhmen liegender Teil Novohradské hory und in Österreich befindlicher Teil Freiwald genannt wird. Zugleich ist der Freiwald der östlichste Teil des Nordwaldes, einer mittelalterlichen Bezeichnung für die Waldgebiete in südlicher Grenzlage zu Böhmen, beginnend beim Oberpfälzer Wald, dann dem Bayerischen Wald, dem Böhmerwald und zuletzt dem Freiwald. Dieser erstreckt sich um das Dreiländereck zwischen Freistadt und Gmünd.
Die Gegend gilt als eine der kältesten nicht nur im Gebiet nördlich der Donau. Im Jänner 2024 wurden hier minus 22,6 Grad Celsius gemessen.

## Erschließung
Bis ins 13. Jahrhundert war der Freiwald ein geschlossenes Waldgebiet, das von Rodungen weitgehend verschont blieb. Dabei war der Wald ein „freier“ Wald, der von jedermann genutzt werden durfte. Das Gebiet ist bis heute dünn besiedelt, nur an wenigen Stellen konnten sich Orte dauerhaft etablieren. Zumeist stand dies im Zusammenhang mit den im 14. Jahrhundert langsam aufkommenden Glashütten, die das Holz des Freiwaldes zur Erzeugung von Glas nutzten.